# فرانك إدواردز (سياسي)
فرانك إدواردز (بالإنجليزية: Frank Edwards)‏ هو سياسي أسترالي، ولد في 6 سبتمبر 1887 في باثرست في أستراليا، وتوفي في 5 مارس 1983. انتخب عضو المجلس التشريعي التاسماني ‏ عن دائرة راسل ‏ (3 مايو 1921 – 2 مايو 1933) وانتخب عضو مجلس نواب تسمانيا عن دائرة Division of Darwin (state) ‏ (9 يونيو 1934 – 31 أغسطس 1940).